# Antonina Zubkowa
Antonina Leontjewna Zubkowa (ros. Антонина Леонтьевна Зубкова, ur. 12 października 1920 we wsi Siemion w obwodzie riazańskim, zm. 13 listopada 1950) – radziecka lotniczka wojskowa, Bohater Związku Radzieckiego (1945).

## Życiorys
Urodziła się w rodzinie chłopskiej. Po ukończeniu szkoły studiowała na Wydziale Mechaniczno-Matematycznym Moskiewskiego Uniwersytetu Państwowego, w październiku 1941 została nawigatorką w 125 lotniczym pułku bombowców, od kwietnia 1943 uczestniczyła w walkach wojny z Niemcami. Latała w składzie załogi Nadieżdy Fiedutienko w 4 Gwardyjskiej Dywizji Lotnictwa Bombowego 1 Korpusu Lotnictwa Bombowego 3 Armii Powietrznej 1 Frontu Nadbałtyckiego, otrzymała stopień starszego porucznika, do końca wojny wykonała ponad 50 lotów bojowych. Po wojnie ukończyła z wyróżnieniem Moskiewski Uniwersytet Państwowy i później aspiranturę w Instytucie Mechaniki, po czym została wykładowcą mechaniki w Wojskowo-Powietrznej Akademii Inżynieryjnej im. Żukowskiego. Zginęła tragicznie. Została pochowana na Cmentarzu Wagańkowskim. Jej imieniem nazwano ulicę w Riazaniu.

## Odznaczenia
- Złota Gwiazda Bohatera Związku Radzieckiego (18 sierpnia 1945)
- Order Lenina
- Order Czerwonego Sztandaru (dwukrotnie)
- Order Czerwonej Gwiazdy

I medale.